# Sigambra grubii
Sigambra grubii är en ringmaskart som beskrevs av Müller in Grube 1858. Sigambra grubii ingår i släktet Sigambra och familjen Pilargidae. Inga underarter finns listade i Catalogue of Life.